# Teen pop
Genres dérivés
Emo pop, J-pop, Anison
La teen pop (ou pop adolescente[réf. nécessaire]) est un courant commercial de la musique pop, spécialement orientée vers le public adolescent,. Il couvre des genres et des styles musicaux tels que la pop ou le rock. Les artistes de teen pop sont appelés des teen stars ou teen idols (idole des jeunes). Le style est particulièrement très populaire de 1998 à 2002, avec des artistes américains et/ou britanniques comme les Backstreet Boys, *NSYNC, les Spice Girls, Britney Spears, Avril Lavigne et Christina Aguilera, et des artistes français comme Kyo, Lorie et M. Pokora. Plus récemment, les artistes japonais de musique d'anime sont influencés par la scène teen pop.

## Histoire

### XXesiècle
La musique pop se popularise parmi les jeunes à la fin des années 1940, avec Frank Sinatra, la première idole des jeunes (teen idol). Cependant, c'est au début des années 1960 que débute « l'âge d'or » des teen idols impliquant Paul Anka, Fabian Forte, Ricky Nelson et Frankie Avalon. Pendant les années 1970, des groupes se popularise grandement parmi les préadolescents et adolescents comme The Osmonds, Bobby Sherman, The DeFranco Family, David Cassidy (solo ou leader du groupe The Partridge Family), Shaun Cassidy, The Brady Bunch Kids, les Jackson 5 (et son chanteur emblématique Michael Jackson) et les Bee Gees.
Une autre vague teen pop resurgit dans les années 1980, avec des artistes comme Menudo, New Edition, Debbie Gibson, Tiffany et New Kids on the Block,. Débuts des années 1990, le teen pop domine les classements musicaux jusqu'à l'arrivée du grunge et du gangsta rap en Amérique du Nord fin de l'année 1991. Le teen pop reste, néanmoins, populaire au Royaume-Uni avec des boys bands comme Take That, jusqu'à l'émergence de la britpop.
En 1996, le girl group Spice Girls fait paraître sa chanson Wannabe, qui les aideront à devenir des figures majeures. À cette même période, d'autres groupes émergent comme Hanson, Backstreet Boys, *NSYNC, Robyn, 98 Degrees, et All Saints,. En 1999, le succès des chanteuses, à cette époque adolescentes, Britney Spears et Christina Aguilera marquent le développement de ce que le site AllMusic décrit comme de la « pop lolita »,, qui marquera l'arrivée de chanteuses comme Willa Ford, Brooke Allison, Svala, Jamie-Lynn Sigler, Mikaila, et Kaci. En 2001, des artistes comme Aaron Carter, le groupe suédois A*Teens, les girl groups 3LW et Dream et le boys band Dream Street frappent les classements musicaux.

### XXIesiècle

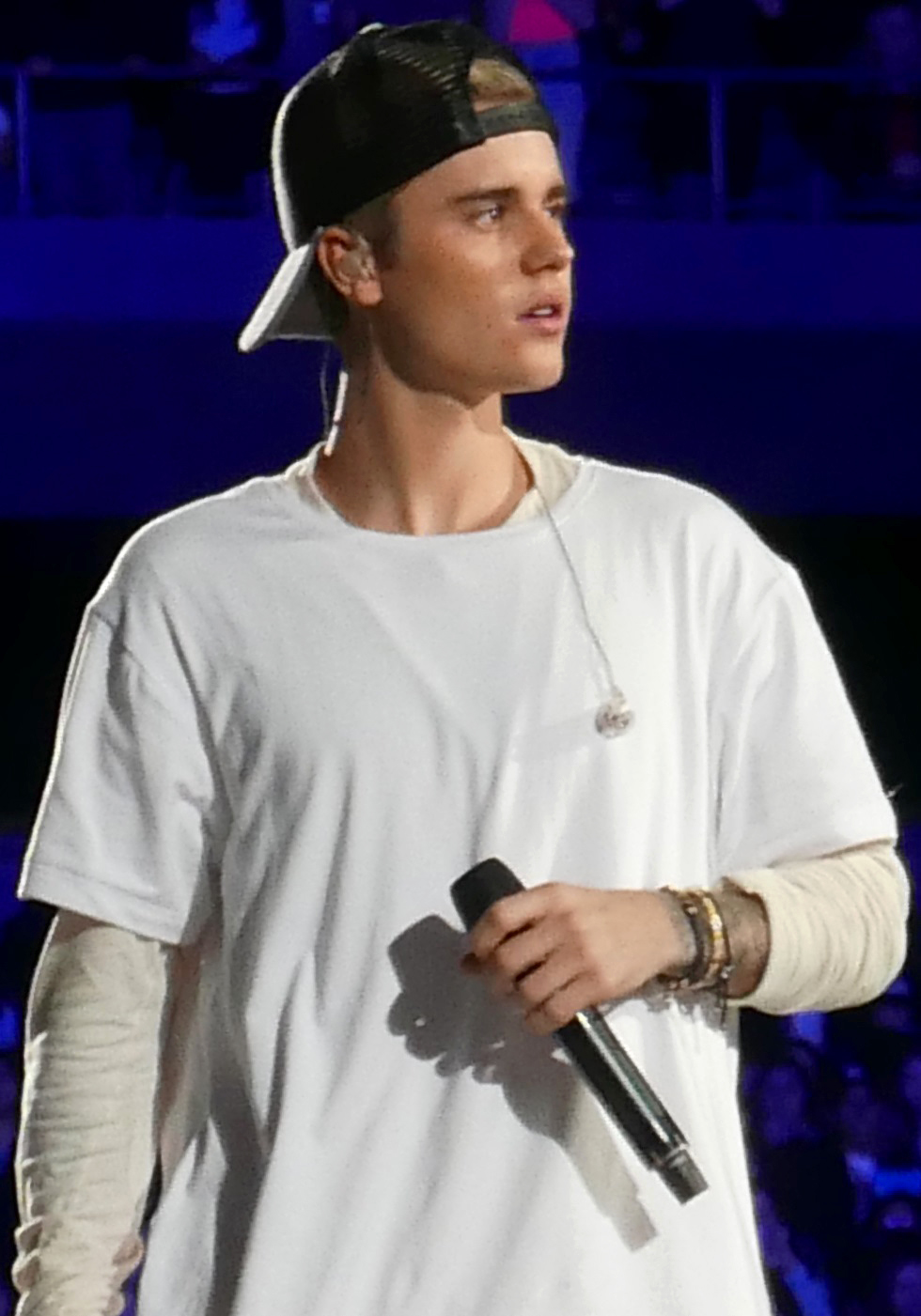
Justin Bieber a créé un regain d'intérêt pour la teen pop avec son premier EP My World. Il est largement considéré comme le « prince de la pop » et le « roi de la teen pop ».

En 2005, le teen pop s'oriente plus vers le genre pop rock, avec le succès de chanteuses adolescentes comme Hilary Duff, Lindsay Lohan, Aly & AJ, Jesse McCartney, et Cheyenne Kimball. Le succès des titres Sugar, We're Goin Down des Fall Out Boy, et Welcome to the Black Parade de My Chemical Romance (au milieu de l'année 2005), attirent un intérêt tout particulier pour le genre pop rock ciblant des adolescents, et menant au succès de groupes comme The All-American Rejects, Panic! at the Disco, et Boys Like Girls.
Dans la catégorie « do it yourself » des artistes teen pop, l'auteure-compositrice Taylor Swift se popularise à la fois dans le genre country et dans la scène pop, réussissant à atteindre les classements avec des titres tels que You Belong With Me, Love Story et We Are Never Ever Getting Back Together. La chanteuse-interprète Katy Perry se popularise également en tant qu'artiste teen pop. Perry atteint les classements avec California Gurls, Roar et Birthday. La présentation du canadien Justin Bieber, le protégé de l'artiste Usher, recrée un intérêt pour le RnB teen pop. Son premier album, My World atteint le top 40 du Billboard Hot 100.
Dans les années 2020, l'auteure-compositrice-interprète Olivia Rodrigo domine la scène teen pop. Star de Disney à l'adolescence, elle opère rapidement une transition vers la musique pop en s'inspirant de ses expériences personnelles pour tisser des récits d'amour, de chagrin d'amour et d'exploration de soi. La montée en puissance de Rodrigo peut être attribuée à sa proéminence sur des plateformes telles que TikTok, où elle devient virale après avoir publié son premier single Drivers License en 2021.